# Erdélyi László (jogász)
Erdélyi László (Szentes, 1956. február 4.) jogász. Az Államigazgatási Főiskola óraadó tanára.

## Életpályája
Szülei: Erdélyi László és Kelemen Ilona. 1976–1981 között az ELTE JTK hallgatója volt. 1981–1984 között a Labor Műszeripari Művek jogtanácsosa volt. 1984–1987 között az Esztergomi Városi Tanács osztályvezetőjeként dolgozott. 1987–1990 között a Pest Megyei Tanács elnöki titkára, majd osztályvezetője volt. 1991–1995 között Pest megye főjegyzője, valamint a Magyar Közigazgatási Kamara titkára volt. 1995 óta a Boldog Élet Alapítvány kuratóriumának elnöke. 1995–1998 között a közigazgatás korszerűsítésének kormánybiztosa titkárságán kormányfőtanácsadó és a Magyar Közigazgatási Kar alelnöke volt. 1999–2003 között Érd jegyzője volt. 2003–2006 között a Belügyminisztérium Központi Adatfeldolgozó, Nyilvántartó és Választási Hivatal helyettes vezetője volt.